# Papirusul 98

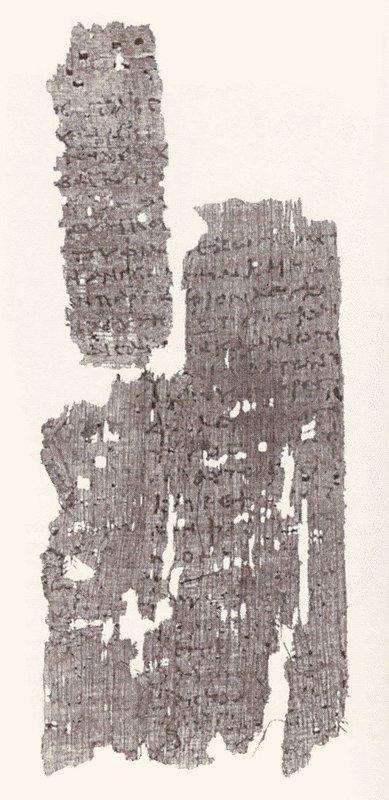
Papirusul 98 (Apocalipsa 1,13-2.1).

Papirusul 98 (în numerotarea Gregory–Aland), desemnat ca 𝔓 98, este o copie timpurie a Noului Testament în limba greacă. Este un manuscris în papirus al Cărții Apocalipsa. Manuscrisul din punct de vedere paleografic a fost atribuit anilor 150–250.

## Descriere
Textul supraviețuitor al Apocalipsei include versetele 1:13–2:1 într-o stare fragmentară. Scrisul este bine format și mare.  S-a format într-un sul. Textul biblic este pe verso lateral. Pe recto se află un alt text documentar datat la sfârșitul secolului I sau începutul secolului al II-lea.  Versoul lateral al sulului a fost folosit pentru textul biblic la sfârșitul secolului al II-lea.
Are o eroare de ditografie în prima linie – περι̣εζωσμμ̣εν̣ον în loc de περιεζωσμενον. 

## Text
Încă nu este plasat în niciuna dintre Categoriile de manuscrise ale Noului Testament ale lui Aland⁠(d) . „Textul arată câteva diferențe față de cel tipărit în Nestle–Aland 27th⁠(d) ”. 

[Recto]
περ]ι̣εζωσμμ̣εν̣[ον προς τοις μαστοις ζωνην

χρυ]σεν [1:14] και η κ̣ε[φαλη αυτου και αι τριχες λευκαι

ως] εριον λευκον [ως χιων και οι οφθαλμοι αυτου ως

φλ]οξ πυρος [1:15] και [οι ποδες αυτου ομοιοι χαλκολιβανω

ως] εν καμινω πε[πυρωμενης και η φωνη αυτου ως

φωνη υδατων π̣[ολλων [1:16] και εχων εν τη δεξια χειρι

αυτου αστερες [ζ̅ και εκ του στοματος αυτου ρομ

φαια διστομος ο[ξεια εκπορευομενη και η οψις αυ

το̣υ ως ο η̣λ̣ιος φ[αινει εν τη δυναμει αυτου [1:17] και οτε ει

δ̣ο̣ν̣ αυτον ε[π]εσα [προς τους ποδας αυτου ως νεκρος

και εθηκε̣ τ̣η̣ν̣ [δεξιαν αυτου επ εμε λεγων

μη φοβ̣[ο]υ̣ ε̣γ̣ω̣ [ειμι ο πρωτος και ο εσχατος [1:18] και εγε

νομεν̣ ν̣εκ̣ρ̣ο̣[ς και ιδου ζων ειμι εις τους αιωνας

τ̣ω̣ν̣ α̣ι̣ω̣ν̣ω̣ν̣ [και εχω τας κλεις του θανατου και

του α̣δ̣ο̣υ̣ [1:19] γ̣ρ̣α̣ψ̣ο̣ν̣ [ουν α ειδες και α εισιν και α μελλει

γε̣ν̣ε̣[σ]θ̣α̣ι̣ [μετα ταυτα [1:20] το μυστηριον των ζ̅

α̣στερ̣ω̣ν̣ [ους ειδες επι της δεξιας μου και τας

ζ̅ λυχνει[α]ς [τας χρυσας οι ζ̅ αστερες αγγελοι των

ζ̅ εκκλησ̣ι̣ω̣ν̣ ε̣ι[σιν και αι λυχνιαι αι ζ̅ ζ̅ εκκλεσιαι

εισ]ι̣[ν [2:1] τω αγγελω της εν εφεσω εκκλησιας γραψον ταδε λεγ

ε̣ι̣ [ο κρατων τους ζ̅ αστερας εν τη δεξια αυτου ο
În Apocalipsa 1:18 îi lipsește sintagma και ο ζων ca în Codex Gigas și unele manuscrise ale Bibliei vulgata (în latină). Este singurul manuscris în limba greacă care nu conține această frază. 

## Istorie
Manuscrisul a fost probabil scris în Egipt.
Primul care l-a publicat a fost Wagner în 1971, care nu știa că este un text biblic. Hagedorn a descoperit că acesta era textul din Apoc. 1:13–2:1.
Locația actuală
Manuscrisul se află în prezent la Institut Français d'Archéologie Orientale⁠(d) (P. IFAO inv. 237b [+a]) din Cairo.

## Imagine
- Imagine din 𝔓 98

Format:New Testament papyri